# Андреја Младеновић
Андреја Младеновић (Београд, 1975) српски је политичар.

## Биографија
По занимању дипломирани интернационални менаџер и правник. Завршио је мастер академске студије на Факултету за инжењерски интернационални менаџмент и уписао докторске студије на Европском универзитету у Београду.
У периоду од 2000. до 2004. године обављао функцију потпредседника Општине Земун. Од 2004. до 2008. године обављао је функцију члана Градског већа Града Београда. Обављао је послове везане за спорт и омладину. Током тог мандата био је потпредседник Организационог одбора Европске олимпијаде младих и члан извршног комитета Организационог одбора Универзијаде 2009. године у Београду.

Одборник Скупштине општине Земун у периоду од 2000. до 2004. године. У Скупштини Града Београда одборник од 2004. године. Шеф одборничке групе Демократске странке Србије у Скупштини града Београда у периоду од 2004. до 2008. године и од 2011. године све до данас. Члан Демократске странке Србије од 1994. године и тој странци обављао више функција; члан Извршног одбора, председник омладине, портпарол и председник Градског одбора Београд.
Покрет Самостални ДСС оснива 2015. године и бива изабран за председника.
Обављао је функцију заменика градоначелника града Београда у периоду од 2014. до 2018. године.
Од 2022. године обавља функцију вршиоца дужности директора Јавног комуналног предузећа "Београдски метро и воз", које је основано за потребе реализације пројекта изградње и управљања метро системом у Београду.

## Приватни живот
Ожењен је, отац је троје деце.